# گردهمایی اسکیت‌بازان شیراز
گردهمایی اسکیت‌بازان شیراز گردهمایی ۳۱ خرداد ۱۴۰۱ اسکیت‌بورد سواران در شیراز بود که به دلیل پوشش و عدم رعایت حجاب اجباری ورزشکاران نوجوان باعث ایجاد جنجال گسترده شد و از آن به عنوان «هنجارشکنی» و «کشف حجاب گروهی» یاد شد.

## شرح ماجرا
ساعت ۱۷ سه‌شنبه ۳۱ خردادماه ۱۴۰۱ برنامه‌ای با عنوان روز جهانی اسکیت بورد در زمین همایش‌های شهری در بلوار شهید چمران شیراز برگزار شد که در تصاویر انتشار یافته در شبکه‌های اجتماعی، شمار قابل توجهی از دختران نوجوان شرکت‌کننده بدون رعایت حجاب اجباری بودند.

## واکنش‌ها

### برخورد قضایی
- دادگستری استان فارس در اطلاعیه‌ای اعلام کرد «عوامل اصلی برگزاری تجمع هنجارشکن بلوار چمران شیراز تحت تعقیب قضایی قرار گرفتند»[۲]
- فرمانده انتظامی شهرستان شیراز اعلام کرد «روز پنجشنبه دوم تیرماه با هماهنگی دستگاه قضایی تعدادی از مسببان و عوامل مرتبط با این تجمع شناسایی و دستگیر شدند»[۳]
- فرماندار شیراز اعلام کرد هیچکدام از نوجوانانی که در مراسم هنجارشکن  حضور داشتند دستگیر نشده اند و از افرادی که دستگیر شده‌اند ٣ نفر از جمله افرادی‌اند که در این برنامه دست اندر کار بوده و دو نفر نیز از جمله مسئولان حوزه ورزش‌اند. [۴]

### واکنش مقام‌های دولتی
- لطف‌الله دژکام، نماینده ولی فقیه در استان فارس و امام جمعه شیراز در خطبه‌های نمازجمعه این شهر اعلام کرد: «اگر شخص یا اشخاصی به دنبال آسیب زدن به نظام با رفتارهای هنجار شکنانه هستند باید با آنان برخورد لازم صورت بگیرد.» [۵]
- مدیرکل ورزش و جوانان استان فارس در مصاحبه‌ای اعلام کرد «در تصاویر اینگونه نشان می دهد که افراد باتیپ های خاص شرکت کرده و اسکیت بهانه ای برای اجرای برنامه هدفمند آنها بوده است.» [۶]
- ستاد امر به معروف ونهی از منکر استان فارس ۳ تیر ۱۴۰۳ در بیانیه‌ای ضمن محکوم کردن چنین حرکاتی، خواستار برخورد قاطع با هنجارشکنان شد. [۷]
- در پی این اتفاقات، رئیس هیئت اسکیت استان فارس از سمت خود برکنار شد. [۸]
- شهرداری شیراز در بیانیه‌ای درج لوگوی این نهاد در زیر پوستر این برنامه را سوءاستفاده از آرم شهرداری اعلام کرد و تاکید کرد شهرداری شیراز برای این گردهمایی هیچ مجوزی صادر نکرده است. [۹]
- سازمان بسیج ورزشکاران استان فارس در بیانیه‌ای اعلام کرد: «وضعیت پوشش و رفتارهای ناپسند برخی دختران نوجوان و غافل تحت عنوان جشن تیرگان و استفاده ابزاری از ورزش اسکیت به قدری زننده بود که در اذهان تلقی می شود،به صورت مشکوک و سازمان‌دهی شده دست به عفت‌ستیزی در منظر عمومی زده و هنجارشکنانه در برابر قانون تمکین ایستادند.» [۱۰]
- رئیس شورای شهر شیراز اعلام کرد شورای اسلامی شهر شیراز ضمن قبیح و حرام دانستن و برگزاری چنین محافلی و تقاضای پرهیز از برخوردهای سلبی بدون ریشه یابی، بر حمایت‌های قضایی از آمران به معروف تاکید دارد. [۱۱]

### برگزاری راهپیمایی
در اعتراض به این ماجرا، شماری از نمازگزاران شیراز ۳ تیر و پس از نمازجمعه راهپیمایی کردند و خواستار برخورد با عوامل این گردهمایی شدند. «ترویج بد حجابی دسیسه دشمن است» و «برادر غیرتت کو حجاب خواهرت کو» از جمله شعار این راهپیمایی بود.

### خواندن نماز وحشت
بعد از این ماجرا، عکسی با مضمون خواندن نماز وحشت در شیراز به دلیل اتفاقات روز جهانی اسکیت منتشر شد. این نماز در همان زمین اسکیت برگزار شد.